# Earth Star Entertainment
Earth Star Entertainment (株式会社アース・スター エンターテイメント Kabushiki Gaisha Āsu Sutā Entāteimento?) es una editorial japonesa con sede en Shibuya, Tokio. Contabilizada por el método de participación de Culture Convenience Club, fue fundada el 5 de junio de 2006. Además de publicar revistas y fotolibros, la empresa también produce y vende videos y música para el hogar. También se ocupa de la gestión de tarento y publica la revista mensual de manga Comic Earth Star, y lanza el manga bajo la línea Earth Star Comics.

## Publicaciones
- Comic Earth Star
- Poly Fukuro Recipe (ポリ袋レシピ Pori Fukuro Reshipi?)
- Kyūkyoku! Zettai Ryōiki!! Collection (究極!絶対領域!!コレクション Kyūkyoku! Zettai Ryōiki!! Korekushon?)